# Kantora (Distrikt)
Kantora ist einer von 35 Distrikten – der zweithöchsten Ebene der Verwaltungsgliederung – im westafrikanischen Staat Gambia. Es ist einer von vier Distrikten in der Upper River Region.
Nach einer Berechnung von 2013 leben dort etwa 32.682 Einwohner, das Ergebnis der letzten veröffentlichten Volkszählung von 2003 betrug 30.402.
Der Name ist von Kantora abgeleitet, einem ehemaligen kleinen Reich.

## Ortschaften
Die zehn größten Orte sind:
- Garowol, 8272
- Koina, 4089
- Missira Ba Mariama, 3123
- Nyamanari, 2208
- Fatoto, 1632
- Sudowol, 1587
- Song Kunda, 1380
- Keneba, 1228
- Gambisara Lamoi, 1059
- Kasi Kunda, 707

## Bevölkerung
Nach einer Erhebung von 1993 (damalige Volkszählung) stellt die größte Bevölkerungsgruppe die der Serahule mit einem Anteil von rund sechs Zehnteln, gefolgt von den Mandinka und den Fula. Die Verteilung im Detail: 20,0 % Mandinka, 18,9 % Fula, 0,2 % Wolof, 0,1 % Jola, 59,2 % Serahule, 0,1 % Serer, 0 % Aku, 0 % Manjago, 1,2 % Bambara und 0,3 % andere Ethnien.